# Футбольный союз Боснии и Герцеговины
Футбо́льный сою́з Бо́снии и Герцегови́ны (босн. Nogometni/Fudbalski Savez Bosne i Hercegovine) — организация, осуществляющая контроль и управление футболом в Боснии и Герцеговине. Располагается в Сараево. ФСБиГ основан в 1992 году, вступил в ФИФА в 1996 году, а в УЕФА — в 1998 году. Союз организует деятельность и управляет национальными сборными по футболу (мужской, женской, молодёжными). Под эгидой союза проводятся мужской и женский чемпионаты Боснии и Герцеговины, а также многие другие соревнования.

## Дисквалификация от ФИФА и УЕФА
1 апреля 2011 года Футбольный союз Боснии и Герцеговины был исключён из состава ФИФА и УЕФА за несоответствие своего устава требованиям этих организаций, который боснийцам было предписано изменить не позднее 31 марта 2011 года требованиями от 4 октября 2010 года (УЕФА) и 28 октября 2010 года (ФИФА). От союза требуется избрать себе единого главу взамен правящего совета из трёх человек, избираемого по этническому признаку (серб, босниец и хорват). 29 марта 2011 года на генеральной ассамблее в Сараево союз не собрал кворума для принятия поправок в устав, так как за изменения проголосовали лишь 22 из 54 представленных делегатов. До отмены дисквалификации боснийские сборные, клубы, судьи и официальные лица не имели права принимать участие в международных матчах.
26 мая в Сараево был утверждён новый устав союза, после чего 28 мая в Лондоне рабочая группа УЕФА по чрезвычайным ситуациям сняла свою дисквалификацию, а на встрече в Цюрихе Исполнительный комитет ФИФА также принял решение о возвращении ФСБГ в свои ряды.